# Luna (Spagna)
Luna è un comune spagnolo di 897 abitanti situato nella comunità autonoma dell'Aragona.